# Бусдорф
Бусдорф (њем. Busdorf) општина је у њемачкој савезној држави Шлезвиг-Холштајн. Једно је од 134 општинска средишта округа Шлезвиг-Фленсбург. Према процјени из 2010. у општини је живјело 1.989 становника. Посједује регионалну шифру (AGS) 1059018.

## Географски и демографски подаци
Бусдорф се налази у савезној држави Шлезвиг-Холштајн у округу Шлезвиг-Фленсбург. Општина се налази на надморској висини од 18 метара. Површина општине износи 5,4 km². У самом мјесту је, према процјени из 2010. године, живјело 1.989 становника. Просјечна густина становништва износи 372 становника/km².

## Међународна сарадња
| Мјесто    | Држава | Врста сарадње | Од    |
| --------- | ------ | ------------- | ----- |
| Розенхолм | Данска | контакт       | 2000. |
| Извор     |        |               |       |